# Décret (Belgique)
Pour les articles homonymes, voir Décret.
En Belgique, un décret (ou une ordonnance dans certains cas en Région de Bruxelles-Capitale) est actuellement un acte législatif voté par un Parlement de Région ou de Communauté, ou par l’assemblée de la Commission communautaire française (COCOF), promulgué et sanctionné par son Gouvernement ou collège et qui est comparable à la loi fédérale en vertu du principe de l'équipollence des normes.
Un projet de décret est déposé, au nom du Gouvernement de Région ou de Communauté ou au nom du collège de la COCOF, par un ou plusieurs membres du Gouvernement de Région ou de Communauté ou par un ou plusieurs membres du collège de la COCOF. Une proposition de décret est déposée par un ou plusieurs membres du Parlement de Région ou de Communauté ou par un ou plusieurs membres de l'assemblée de la COCOF.

## Les décrets communautaires et régionaux
Le Parlement de la Communauté française, le Parlement flamand, le Parlement de la Communauté germanophone et le Parlement de Wallonie ont le pouvoir d'adopter des décrets ayant force de loi sur leurs territoires respectifs, dans le cadre des matières qui leur sont confiées par la Constitution de la Belgique, par des lois spéciales  ou qu'ils se sont transférées entre eux.

## Les décrets, les ordonnances et les lois fédérales
Les lois fédérales sont adoptées par le Parlement fédéral. Elles sont ensuite promulguées et sanctionnées par le Roi, avec le contreseing des ministres responsables et scellées du sceau de l’État par le ministre de la justice.
Contrairement aux lois, les décrets et les ordonnances ne sont pas soumis à la sanction royale, ni scellés du sceau de l’État par le ministre de la justice.

## Les décrets et les ordonnances au sein de la Région de Bruxelles-Capitale

### Un système institutionnel très complexe
Le système institutionnel bruxellois est d'une complexité très élevée, et ce qui suit n'est qu'un aperçu.
- Le Parlement de la Région de Bruxelles-Capitale a le pouvoir d'adopter des ordonnances, ayant pratiquement force de loi en tant que Parlement de Région, mais aussi des règlements en tant qu'organe de l'agglomération bruxelloise.

- L'Assemblée de la Commission communautaire française (Parlement francophone bruxellois) a le pouvoir d'adopter des décrets ayant force de loi, dans le cadre des compétences qui lui ont été transférées par le Parlement de la Communauté française en vertu de l'article 138 de la Constitution, mais aussi des règlements, en tant que pouvoir organisateur ou en remplacement des organes provinciaux dans les matières relevant uniquement de la Communauté française.

- L'Assemblée de la Commission communautaire flamande a le pouvoir d'adopter des règlements, en tant que pouvoir organisateur ou en remplacement des organes provinciaux dans les matières relevant uniquement de la Communauté flamande.

- L'Assemblée réunie de la Commission communautaire commune a le pouvoir d'adopter des ordonnances, ayant pratiquement force de loi dans certaines matières bi-communautaires, mais aussi des règlements, en tant que pouvoir organisateur ou en remplacement des organes provinciaux des matières bi-communautaires.

- Les 19 communes de la Région de Bruxelles-Capitale forment à la fois une Région fédérée, une Région linguistique bilingue, un territoire non soumis à la division en provinces[4] (mais qui a hérité d'une partie de l'ancienne Province de Brabant), un arrondissement administratif et une agglomération municipale résultant de la mise en commun, en 1971, de certaines compétences des 19 communes bruxelloises. Le caractère bilingue de cette Région linguistique entraine une grande complexité de la répartition des compétences qui sont allouées ailleurs aux Communautés. En fonction du type de compétence communautaire[5] (enseignement, matières culturelles, matières personnalisables et certains aspects de l'emploi des langues) et des destinataires (institutions unilingues, institutions bilingues et personnes), l'attribution est faite aux Communautés française et flamande (qui peuvent en déléguer certaines aux Commissions communautaires française et flamande), à la Commission communautaire commune ou à l'État fédéral[6].

- La succession de l'ancienne Province de Brabant est également complexe.

### Les ordonnances n'ont pas strictement force de loi
La différence entre les lois et les décrets, d'une part, et les ordonnances du Parlement de la Région de Bruxelles-Capitale et de l'Assemblée réunie de la Commission communautaire commune, d'autre part, résulte du fait que bien que les ordonnances puissent abroger, compléter, modifier ou remplacer les dispositions législatives en vigueur dans le territoire de la Région de Bruxelles-Capitale, pour les matières qui sont confiées aux institutions bruxelloises, elles n'ont pas strictement force de loi : 
- En raison du rôle international de Bruxelles et de son rôle de capitale de la Belgique, le pouvoir fédéral peut suspendre et annuler dans certaines matières une ordonnance du Parlement de la Région de Bruxelles-Capitale[8] ;
- Les juridictions sont habilitées, dans une stricte mesure, à  contrôler les ordonnances du Parlement de la Région de Bruxelles-Capitale et de l'Assemblée réunie de la Commission communautaire commune et, le cas échéant, à en refuser l'application (comme pour les règlements)[9].
- Contrairement aux lois[10] et aux décrets[11], les ordonnances ne peuvent interpréter par voie d'autorité (avec effet rétroactif) des ordonnances déjà en vigueur.

## Historique

### Les décrets coloniaux (1908-1960)
En application de la loi du 18 octobre 1908 sur le gouvernement du Congo belge, des décrets coloniaux, pris par le pouvoir exécutif belge, règlementaient, dans la colonie, la plupart des domaines qui, en métropole, étaient réservés à la loi par la Constitution.

### Les décrets du Congrès national et du Gouvernement provisoire (1830-1831)
À la suite de la révolution belge, le Gouvernement provisoire, puis le Congrès national ont légiféré, au nom du peuple belge, par décrets. Certains de ces décrets sont toujours (partiellement) en vigueur. Ainsi, formellement, la déclaration d'indépendance de la Belgique et la Constitution belge sont des décrets.
Avant la réunion du Congrès national, le Gouvernement provisoire a agi comme pouvoir législatif, par décret, et comme pouvoir exécutif. Par exemple :
- Décret du Gouvernement provisoire du 16 octobre 1830 sur la liberté de la presse, de la parole et de l'enseignement [12].

Le Congrès national a agi, par décret, en tant que pouvoir constituant et pouvoir législatif. Il a confié le pouvoir exécutif (sans participation au pouvoir législatif) au Gouvernement provisoire puis au Régent.
Ci-dessous, quelques décrets importants du Congrès national,.
- Décret du Congrès national du 18 novembre 1830 de proclamation de l'indépendance de la Belgique.
  - Une résolution du Congrès national du 24 février 1831 déclare que c'est comme Corps constituant qu'il a pris ce décret.
- Décret du Congrès national du 24 novembre 1830 sur l'exclusion des Nassau.
  - Une résolution du Congrès national du 24 février 1831 déclare que c'est comme Corps constituant qu'il a pris ce décret.
- La Constitution est adoptée et sanctionnée par le Congrès national le 7 février 1831.
- Décret du Congrès national du 11 février 1831 concernant la  promulgation de la Constitution.
- Décret du Congrès national du 24 février 1831 contenant nomination d'un Régent.
  - Ce Décret fixe l'entrée en vigueur partielle de la Constitution à l'entrée en fonction du Régent.
  - Le Régent entre en fonction le 25 février 1831 et la Constitution devient partiellement obligatoire.
- Décret du Congrès national du 19 juillet 1831 qui rétablit le jury.
- Décret du Congrès national du 20 juillet 1831 sur la presse.
- Décret du Congrès national du 20 juillet 1831 concernant le serment à la mise en vigueur de la monarchie constitutionnelle représentative.

### Les décrets de la Période française (1792-1815)
Les décrets français adoptés durant la Révolution française ont été mis en application, en Belgique, durant la période française de l'histoire de Belgique.
Il s'agit des décrets des assemblées législatives qui se sont succédé durant la Révolution française (qui sont des actes législatifs) et des décrets impériaux du Premier Empire (qui sont des actes exécutifs). Actuellement, certains d'entre eux sont toujours (partiellement) en vigueur en Belgique. Par exemple :
- Décret d'Allarde des 2 et 17 mars 1791 sur la liberté de commerce et d'industrie.
- Décret impérial du 30 décembre 1809 concernant les fabriques des églises[12].

Ces décrets français, ainsi que ceux du Gouvernement provisoire et du Congrès national, sont visés à  l'article 188 de la Constitution de la Belgique : À compter du jour où la Constitution sera exécutoire, toutes les lois, décrets, arrêtés, règlements et autres actes qui y sont contraires sont abrogés.